# Unterleuten – Das zerrissene Dorf
Unterleuten – Das zerrissene Dorf ist ein dreiteiliger deutscher Fernsehfilm, der nach der Romanvorlage von Juli Zeh fast ausschließlich im fiktiven Dorf Unterleuten in Brandenburg im Juli/August 2010 spielt.

## Handlung
In Unterleuten wohnen Menschen ganz unterschiedlicher Herkunft. Als in unmittelbarer Nähe ein Windpark entstehen soll, brechen alte Konflikte auf, und neuer Streit entsteht. Am Ende sind zwei der Protagonisten tot, einer schwer verletzt, einer ein schwerer Pflegefall. Zudem sind drei der Frauen, ein Baby, ein Hund und viele Katzen weg aus dem Ort – aber der Schriftsteller hat endlich einen Titel für sein Theaterstück. Die Handlung des Mehrteilers hält sich eng an die Romanvorlage.

## Produktion
Die Dreharbeiten fanden an 75 Tagen zwischen dem 25. Juni und dem 13. Oktober 2018 in Berlin und Brandenburg in rund 20 Orten statt, unter anderem in Beiersdorf-Freudenberg, in Brieselang-Bredow und in Willmersdorf bei Werneuchen. Die Produktionskosten lagen bei sechs Millionen Euro.

## Rezeption

### Auszeichnungen
- 2020: Auszeichnung der Deutschen Akademie für Fernsehen für Eva Schnare in der Kategorie Filmschnitt
- 2020: Nominierung für eine Auszeichnung der Deutschen Akademie für Fernsehen für Anneke Troost in der Kategorie Kostümbild
- 2020: Nominierung für eine Auszeichnung der Deutschen Akademie für Fernsehen für Sarina Radomski in der Kategorie Schauspielerin – Nebenrolle
- 2021: Bronze in der Kategorie "Entertainment Programm – Drama" bei den New York Festivals[6]

### Kritiken
In der Süddeutschen Zeitung urteilte Christine Dössel: „Die Frauen sind in Unterleuten die weitaus gewiefteren, aber keineswegs die besseren Charaktere. Im Gegenteil. Das ist schon bei Juli Zeh so angelegt, und daran hält sich auch Geschonnek in seiner schwer realistisch im märkischen Sand geerdeten, nah am Text entlang erzählten Verfilmung, die man sich eigentlich komischer, grotesker vorgestellt hatte […]. Der Dreiteiler hat den Look eines Spreewaldkrimis mit Tendenz zum Dorfwestern oder besser: Eastern.“
Andrea Diener von der Frankfurter Allgemeinen Zeitung meinte: „[W]ie so oft bei Juli Zeh treffen auch in ‚Unterleuten‘ große gesellschaftliche Ambition, eher bescheidene sprachliche Mittel und null Humorkompetenz aufeinander. […] [D]er Mehrteiler entzaust die verworrenen Handlungsfäden des Buches gar nicht schlecht. Der ein oder andere der Schauspieler […] darf [seine leichte ostdeutsche Sprachfärbung] anklingen lassen […]. Sonderlich tiefgreifende Erkenntnisse über Stadt und Land, Ost und West sollte man lieber woanders suchen, aber gute Unterhaltung zum Fernsehabend liefert ‚Unterleuten‘ allemal.“

### Einschaltquoten
Bereits der erste Teil war das meistgesehene TV-Ereignis in der Hauptsendezeit.
| Teil | Datum         | Zuschauer (gesamt) | Marktanteil |
| ---- | ------------- | ------------------ | ----------- |
| 1    | 9. März 2020  | 6,90 Mio.          | 21,7 %      |
| 2    | 11. März 2020 | 6,19 Mio.          | 20,1 %      |
| 3    | 12. März 2020 | 6,16 Mio.          | 19,4 %      |